# Eisenbahner-Sportverein Ingolstadt/Ringsee 1979-1980
Questa voce raccoglie le informazioni riguardanti l'Eisenbahner-Sportverein Ingolstadt/Ringsee nelle competizioni ufficiali della stagione 1979-1980.

## Stagione
Nella stagione 1979-1980 l'ESV Ingolstadt, allenato da Horst Pohl e Karl-Heinz Schmal, concluse il campionato di 2. Bundesliga al 17º posto. In Coppa di Germania l'ESV Ingolstadt fu eliminato al secondo turno dall'Union Solingen.

## Rosa
| N. |                     | Ruolo | Calciatore          |
| -- | ------------------- | ----- | ------------------- |
|    | Germania (bandiera) | P     | Gerhard Hummel      |
|    | Germania (bandiera) | P     | Heinz Mahr          |
|    | Germania (bandiera) | D     | Willibald Benz      |
|    | Germania (bandiera) | D     | Walter Mühldorfer   |
|    | Germania (bandiera) | D     | Michael Richthammer |
|    | Germania (bandiera) | D     | Wolfgang Rösch      |
|    | Germania (bandiera) | D     | Josef Stadler       |
|    | Germania (bandiera) | D     | Walter Zieglmeier   |
|    | Serbia (bandiera)   | C     | Dusan Basic         |
|    | Germania (bandiera) | C     | Gerhard Fischer     |
|    | Germania (bandiera) | C     | Norbert Hartmann    |

| N. |                     | Ruolo | Calciatore          |
| -- | ------------------- | ----- | ------------------- |
|    | Germania (bandiera) | C     | Werner Michalka     |
|    | Serbia (bandiera)   | C     | Blagoje Slijepcevic |
|    | Germania (bandiera) | A     | Josef Bittl         |
|    | Germania (bandiera) | A     | Helmut Hasenfratz   |
|    | Germania (bandiera) | A     | Hartmut Höcher      |
|    | Germania (bandiera) | A     | Werner Killmaier    |
|    | Germania (bandiera) | A     | Peter Krzyzanowski  |
|    | Germania (bandiera) | A     | Herfried Ruhs       |
|    | Germania (bandiera) | A     | Dieter Schwemmle    |
|    | Germania (bandiera) | A     | Werner Weihard      |

## Organigramma societario
Area tecnica
- Allenatore: Karl-Heinz Schmal
- Allenatore in seconda:
- Preparatore dei portieri:
- Preparatori atletici:

## Calciomercato

### Sessione estiva
| Acquisti | Acquisti         | Acquisti        | Acquisti |
| R.       | Nome             | da              | Modalità |
| -------- | ---------------- | --------------- | -------- |
| C        | Dusan Basic      | OFK Belgrado    |          |
| P        | Gerhard Hummel   | Norimberga      |          |
| A        | Werner Killmaier | FSV Francoforte |          |
| A        | Dieter Schwemmle | Hanau           |          |

| Cessioni | Cessioni       | Cessioni      | Cessioni |
| R.       | Nome           | a             | Modalità |
| -------- | -------------- | ------------- | -------- |
| P        | Manfred Müller | Bayern Monaco |          |

### Sessione invernale
| Acquisti | Acquisti | Acquisti | Acquisti |
| R.       | Nome     | da       | Modalità |
| -------- | -------- | -------- | -------- |

| Cessioni | Cessioni | Cessioni | Cessioni |
| R.       | Nome     | a        | Modalità |
| -------- | -------- | -------- | -------- |

## Risultati

### 2. Bundesliga

#### Girone di andata
| Arbitro: | Tritschler |

|                                  |           |              |
| Hartmann 58’ Bittl 88’ Basic 90’ | Marcatori | 35’ Nathmann |

| Arbitro: | Scheffner |

|                   |           |  |
| Kohnle 60’ (rig.) | Marcatori |  |

| Arbitro: | Schumann |

|                                   |           |                               |
| Stadler 32’ Hartmann 42’ Ruhs 60’ | Marcatori | 24’ (rig.) Struth 55’ Günther |

| Arbitro: | Wilhelmi |

|                             |           |           |
| Weißberger 4’ Bernecker 32’ | Marcatori | 51’ Bittl |

| Arbitro: | Gaus |

|                       |           |  |
| Ruhs 3’ Killmaier 19’ | Marcatori |  |

| Arbitro: | Nickel |

|           |           |                    |
| Klein 69’ | Marcatori | 33’, 58’ Killmaier |

| Arbitro: | Walther |

|                       |           |                                            |
| Zieglmeier 12’ (rig.) | Marcatori | 39’ Heidenreich 47’ Täuber 82’ Lieberwirth |

| Arbitro: | Dahler |

|                                                            |           |  |
| Heck 37’, 84’ Stadler 43’ (aut.) Emmerich 64’ Hoffmann 68’ | Marcatori |  |

| Arbitro: | Wilhelmi |

|            |           |              |
| Höcher 53’ | Marcatori | 54’ Wilhelmi |

| 6 ottobre 1979 10ª giornata |  | – Turno di riposo |  |  |

| Arbitro: | Föckler |

|                         |           |  |
| Gruler 73’ Fritsche 76’ | Marcatori |  |

| Arbitro: | Ulm |

|                             |           |              |
| Ruhs 33’, 90’ Killmaier 40’ | Marcatori | 90’ Rohatsch |

| Arbitro: | Dölfel |

|  |           |           |
|  | Marcatori | 62’ Bittl |

| Arbitro: | Wohlfarth |

|                    |           |                           |
| Killmaier 37’, 56’ | Marcatori | 55’ Stichler 88’ Allgöwer |

| Arbitro: | Föckler |

|                                                |           |  |
| Hermandung 19’ Leiendecker 28’, 85’ Lüders 54’ | Marcatori |  |

| Arbitro: | Schmidhuber |

|                   |           |                                                        |
| Sommerer 55’, 62’ | Marcatori | 31’ Höcher 47’ Killmaier 54’ Krzyzanowski 78’ Michalka |

| Arbitro: | Linn |

|                           |           |  |
| Killmaier 10’, 65’ (rig.) | Marcatori |  |

| Arbitro: | Engel |

|               |           |              |
| Hein 47’, 67’ | Marcatori | 65’ Hartmann |

| Ingolstadt 9 dicembre 1979 19ª giornata | ESV Ingolstadt | 0 – 0 referto | Fürth | ESV-Stadion (3 000 spett.)\| Arbitro: \| Dücker \| |
| Arbitro:                                | Dücker         |               |       |                                                    |

| Arbitro: | Wohlfarth |

|                             |           |          |
| Gartner 20’ Wagner 83’, 88’ | Marcatori | 28’ Ruhs |

| Arbitro: | Könen |

|                     |           |                |
| Schulzke 42’ (aut.) | Marcatori | 14’, 24’ Reich |

#### Girone di ritorno
| Arbitro: | Luca |

|                 |           |              |
| Bihn 88’ (rig.) | Marcatori | 79’ Hartmann |

| Arbitro: | Brückner |

|                         |           |                                      |
| Basic 33’ Killmaier 62’ | Marcatori | 43’ Schrade 61’ Schneider 81’ Kohnle |

| Arbitro: | Hellwig |

|                                                                                         |           |  |
| Becker 7’, 32’ Wiesner 28’ Bold 42’, 67’, 87’ Günther 52’, 58’ Harforth 59’ Trenkel 70’ | Marcatori |  |

| Arbitro: | Glaw |

|                            |           |                          |
| Killmaier 43’ Michalka 89’ | Marcatori | 49’ Stöckle 52’ Krostina |

| Arbitro: | Ulm |

|                            |           |                 |
| Wagner 16’, 27’ Collet 67’ | Marcatori | 63’ Slijepcevic |

| Arbitro: | Gaus |

|                                     |           |  |
| Hartmann 56’ Basic 64’ Michalka 88’ | Marcatori |  |

| Arbitro: | Brehm |

|                                                                              |           |  |
| Hintermaier 6’ Beierlorzer 35’ Oberacher 40’ Heidenreich 48’ Lieberwirth 80’ | Marcatori |  |

| Arbitro: | Sahner |

|               |           |                   |
| Schwemmle 25’ | Marcatori | 3’ Unger 44’ Heck |

| Arbitro: | Kinzinger |

|  |           |                        |
|  | Marcatori | 13’ Ruhs 76’ Schwemmle |

| 29 marzo 1980 31ª giornata |  | – Turno di riposo |  |  |

| Arbitro: | Tritschler |

|                       |           |          |
| Killmaier 4’ Ruhs 60’ | Marcatori | 62’ Beck |

| Arbitro: | Theobald |

|                          |           |  |
| Löw 9’, 81’ Schulzke 56’ | Marcatori |  |

| Arbitro: | Aulenbacher |

|                       |           |  |
| Stetter 37’ Lange 67’ | Marcatori |  |

| Arbitro: | Röder |

|                                             |           |                    |
| Killmaier 23’ Dörr 46’ (aut.) Schwemmle 54’ | Marcatori | 60’, 67’ Bruckhoff |

| Arbitro: | Scheffner |

|                                                 |           |  |
| Dreher 35’ Allgöwer 43’ Nickel 57’ Dollmann 75’ | Marcatori |  |

| Arbitro: | Föckler |

|                    |           |                                             |
| Ruhs 8’ Höcher 63’ | Marcatori | 21’ (rig.) Hermandung 72’ (aut.) Zieglmeier |

| Arbitro: | Schmoock |

|                                                      |           |                                    |
| Basic 62’ Ruhs 69’, 80’ Killmaier 74’ Mühldorfer 87’ | Marcatori | 9’ Schmitz 13’ Größler 30’ Brendel |

| Arbitro: | Vielsack |

|                             |           |                       |
| Krause 7’ Knecht 90’ (rig.) | Marcatori | 6’ Basic 22’ Hartmann |

| Arbitro: | Ulm |

|                          |           |                         |
| Slijepcevic 15’ Ruhs 21’ | Marcatori | 48’ Respondek 55’ Böhni |

| Arbitro: | Sahner |

|                               |           |  |
| Hartmann 42’ (aut.) Geyer 67’ | Marcatori |  |

| Arbitro: | Brückner |

|               |           |                                                  |
| Schwemmle 70’ | Marcatori | 9’, 18’ Schwarz 22’, 77’ Diener 50’, 63’ Vollmer |

### Coppa di Germania
| Arbitro: | Möller |

|               |           |                                                                                  |
| Boeg 75’, 90’ | Marcatori | 7’ Krzyzanowski 73’ Richthammer 81’ Killmaier 85’ Basic 87’ Slijepcevic 89’ Ruhs |

| Arbitro: | Dellwing |

|                                |           |  |
| Seegler 53’ Heise 67’ Lenz 74’ | Marcatori |  |

## Statistiche

### Statistiche di squadra
| Competizione      | Punti | In casa | In casa | In casa | In casa | In casa | In casa | In trasferta | In trasferta | In trasferta | In trasferta | In trasferta | In trasferta | Totale | Totale | Totale | Totale | Totale | Totale | DR  |
| Competizione      | Punti | G       | V       | N       | P       | Gf      | Gs      | G            | V            | N            | P            | Gf           | Gs           | G      | V      | N      | P      | Gf     | Gs     | DR  |
| ----------------- | ----- | ------- | ------- | ------- | ------- | ------- | ------- | ------------ | ------------ | ------------ | ------------ | ------------ | ------------ | ------ | ------ | ------ | ------ | ------ | ------ | --- |
| 2. Bundesliga     | 34    | 20      | 9       | 6       | 5       | 41      | 35      | 20           | 4            | 2            | 14           | 16           | 54           | 40     | 13     | 8      | 19     | 57     | 89     | -32 |
| Coppa di Germania | -     | 0       | 0       | 0       | 0       | 0       | 0       | 2            | 1            | 0            | 1            | 6            | 5            | 2      | 1      | 0      | 1      | 6      | 5      | +1  |
| Totale            | 34    | 20      | 9       | 6       | 5       | 41      | 35      | 22           | 5            | 2            | 15           | 22           | 59           | 42     | 14     | 8      | 20     | 63     | 94     | -31 |

### Andamento in campionato
| Giornata  | 1 | 2  | 3 | 4 | 5 | 6 | 7 | 8  | 9  | 10 | 11 | 12 | 13 | 14 | 15 | 16 | 17 | 18 | 19 | 20 | 21 | 22 | 23 | 24 | 25 | 26 | 27 | 28 | 29 | 30 | 31 | 32 | 33 | 34 | 35 | 36 | 37 | 38 | 39 | 40 | 41 | 42 |
| --------- | - | -- | - | - | - | - | - | -- | -- | -- | -- | -- | -- | -- | -- | -- | -- | -- | -- | -- | -- | -- | -- | -- | -- | -- | -- | -- | -- | -- | -- | -- | -- | -- | -- | -- | -- | -- | -- | -- | -- | -- |
| Luogo     | C | T  | C | T | C | T | C | T  | C  |    | T  | C  | T  | C  | T  | T  | C  | T  | C  | T  | C  | T  | C  | T  | C  | T  | C  | T  | C  | T  |    | C  | T  | T  | C  | T  | C  | C  | T  | C  | T  | C  |
| Risultato | V | P  | V | P | V | V | P | P  | N  |    | P  | V  | V  | N  | P  | V  | V  | P  | N  | P  | P  | N  | P  | P  | N  | P  | V  | P  | P  | V  |    | V  | P  | P  | V  | P  | N  | V  | N  | N  | P  | P  |
| Posizione | 6 | 10 | 5 | 9 | 5 | 3 | 6 | 13 | 13 | 13 | 15 | 13 | 10 | 11 | 11 | 10 | 10 | 11 | 11 | 11 | 11 | 11 | 11 | 14 | 15 | 17 | 13 | 15 | 17 | 15 | 17 | 14 | 15 | 17 | 15 | 18 | 17 | 16 | 17 | 16 | 17 | 17 |

Legenda:

Luogo: C = Casa; T = Trasferta. Risultato: V = Vittoria; N = Pareggio; P = Sconfitta.

### Statistiche dei giocatori
| Giocatore       | 2. Bundesliga | 2. Bundesliga | 2. Bundesliga | 2. Bundesliga | Coppa di Germania | Coppa di Germania | Coppa di Germania | Coppa di Germania | Totale   | Totale | Totale      | Totale     |
| Giocatore       | Presenze      | Reti          | Ammonizioni   | Espulsioni    | Presenze          | Reti              | Ammonizioni       | Espulsioni        | Presenze | Reti   | Ammonizioni | Espulsioni |
| --------------- | ------------- | ------------- | ------------- | ------------- | ----------------- | ----------------- | ----------------- | ----------------- | -------- | ------ | ----------- | ---------- |
| D. Basic        | 35            | 5             | 4             | 0             | 2                 | 1                 | 0                 | 0                 | 37       | 6      | 4           | 0          |
| W. Benz         | 15            | 0             | 0             | 0             | 0                 | 0                 | 0                 | 0                 | 15       | 0      | 0           | 0          |
| J. Bittl        | 24            | 3             | 3             | 0             | 1                 | 0                 | 0                 | 0                 | 25       | 3      | 3           | 0          |
| G. Fischer      | 1             | 0             | 0             | 0             | 0                 | 0                 | 0                 | 0                 | 1        | 0      | 0           | 0          |
| N. Hartmann     | 39            | 6             | 3             | 0             | 2                 | 0                 | 0                 | 0                 | 41       | 6      | 3           | 0          |
| H. Hasenfratz   | 4             | 0             | 0             | 0             | 1                 | 0                 | 0                 | 0                 | 5        | 0      | 0           | 0          |
| G. Hummel       | 28            | 0             | 2             | 0             | 1                 | 0                 | 0                 | 0                 | 29       | 0      | 2           | 0          |
| H. Höcher       | 27            | 3             | 1             | 0             | 1                 | 0                 | 0                 | 0                 | 28       | 3      | 1           | 0          |
| W. Killmaier    | 38            | 14            | 4             | 0             | 1                 | 1                 | 0                 | 0                 | 39       | 15     | 4           | 0          |
| P. Krzyzanowski | 29            | 1             | 0             | 0             | 2                 | 1                 | 0                 | 0                 | 31       | 2      | 0           | 0          |
| H. Mahr         | 12            | 0             | 0             | 0             | 1                 | 0                 | 0                 | 0                 | 13       | 0      | 0           | 0          |
| W. Michalka     | 34            | 3             | 8             | 0             | 2                 | 0                 | 0                 | 0                 | 36       | 3      | 8           | 0          |
| W. Mühldorfer   | 26            | 1             | 3             | 0             | 1                 | 0                 | 0                 | 0                 | 27       | 1      | 3           | 0          |
| M. Müller       | 1             | 0             | 0             | 0             | 0                 | 0                 | 1                 | 0                 | 1        | 0      | 1           | 0          |
| M. Richthammer  | 29            | 0             | 12            | 0             | 1                 | 1                 | 0                 | 0                 | 30       | 1      | 12          | 0          |
| H. Ruhs         | 34            | 11            | 10            | 0             | 1                 | 1                 | 0                 | 0                 | 35       | 12     | 10          | 0          |
| W. Rösch        | 7             | 0             | 0             | 0             | 2                 | 0                 | 0                 | 0                 | 9        | 0      | 0           | 0          |
| D. Schwemmle    | 25            | 4             | 4             | 0             | 1                 | 0                 | 0                 | 0                 | 26       | 4      | 4           | 0          |
| B. Slijepcevic  | 26            | 2             | 2             | 0             | 2                 | 1                 | 0                 | 0                 | 28       | 3      | 2           | 0          |
| J. Stadler      | 19            | 1             | 3             | 0             | 2                 | 0                 | 1                 | 0                 | 21       | 1      | 4           | 0          |
| W. Weihard      | 4             | 0             | 0             | 0             | 0                 | 0                 | 0                 | 0                 | 4        | 0      | 0           | 0          |
| W. Zieglmeier   | 35            | 1             | 0             | 1             | 1                 | 0                 | 0                 | 0                 | 36       | 1      | 0           | 1          |